# Buhara

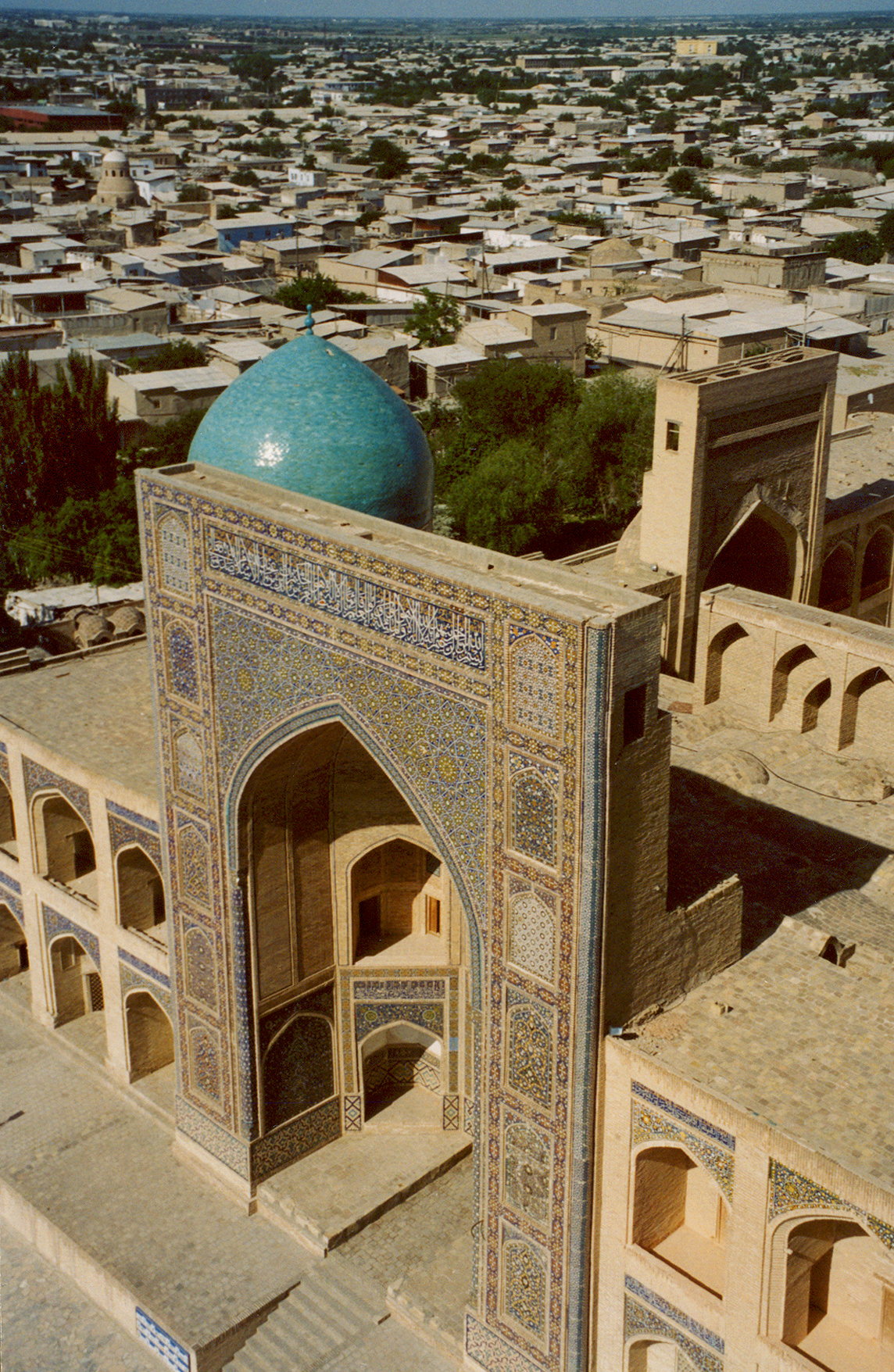
A buharai Miri Arab medresze

Buhara (üzbégül: Buxoro IPA: [buˈxɒrɒ], tádzsikul: Бухоро, perzsául: بُخارا,, oroszul: Бухара) Üzbegisztán Buhara tartományának (üzbégül viloyat) székhelye az ország déli részén.
Népessége 1999-es adatok szerint 237 900 és ezzel a közép-ázsiai ország ötödik legnagyobb városa. Ősi civilizációs központ, amelynek környékét már legalább öt évezrede lakják. A selyemút egyik legfontosabb állomása volt.
A perzsa befolyás időszaka után sokáig a türk világ fontos központja volt. Utolsó emírje, Szejid Mir Mohamed Alim 1920-ig uralkodott.
Buhara mecsetekben és medreszékben bővelkedő központja a világörökség része.

## Neve
Évezredekkel ezelőtt az árja bevándorlók népesítették be Buharát. A térséget az iráni szogdok lakták, akik közt néhány évszázaddal érkezésük után a perzsa nyelv használata vált uralkodóvá. Az Encyclopædia Iranica (Iráni Enciklopédia) szerint Buhara neve a szogd βuxārak szóból eredhet, amelynek jelentése „szerencsés föld” és amely Buqarak alakban származott át az ótörök nyelvbe. Egy másik lehetséges etimológia (amelyet az Encyclopædia Iranica kevésbé valószínűnek tart), hogy a „kolostor” jelentésű szanszkrit Vihara szó török (ujgur) átvételéből származik és a buddhizmus iszlám előtti befolyásáról tanuskodik, amely különösen a Kusán Birodalom idején volt erős a régióban.

## Története

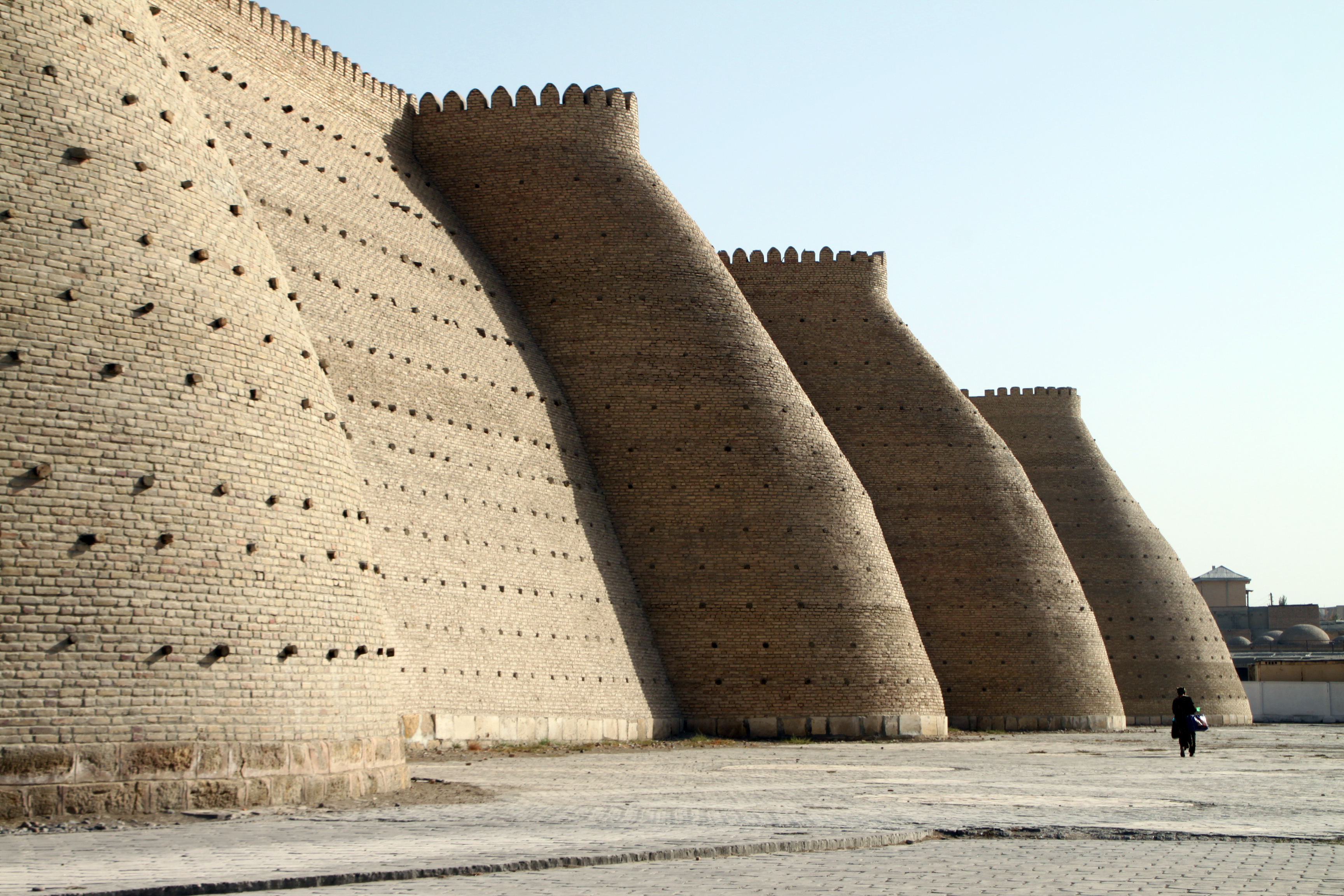
A buharai vár (Ark) falrészlete

### A legendákban

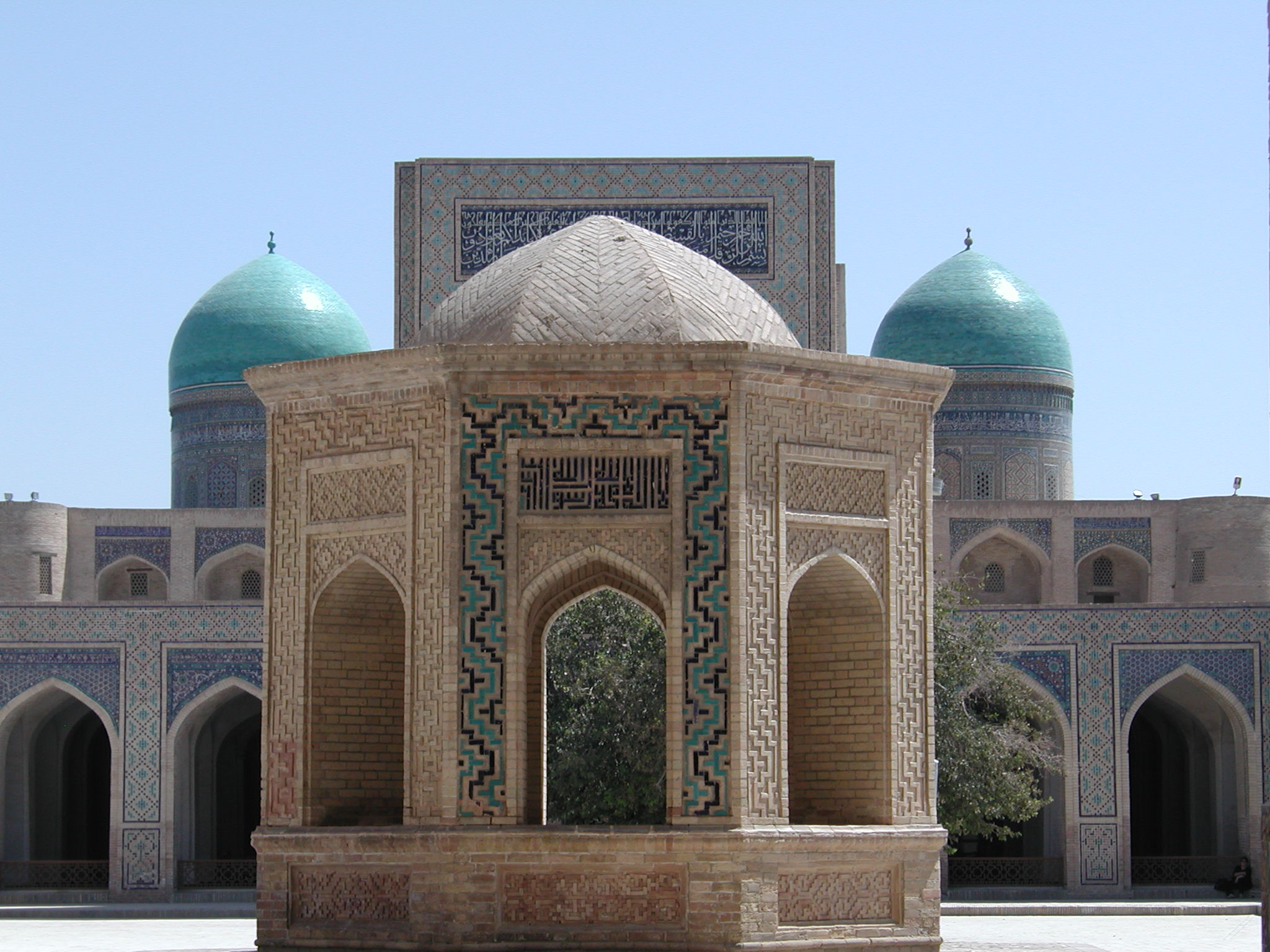
A Po-i-Kalân mecset

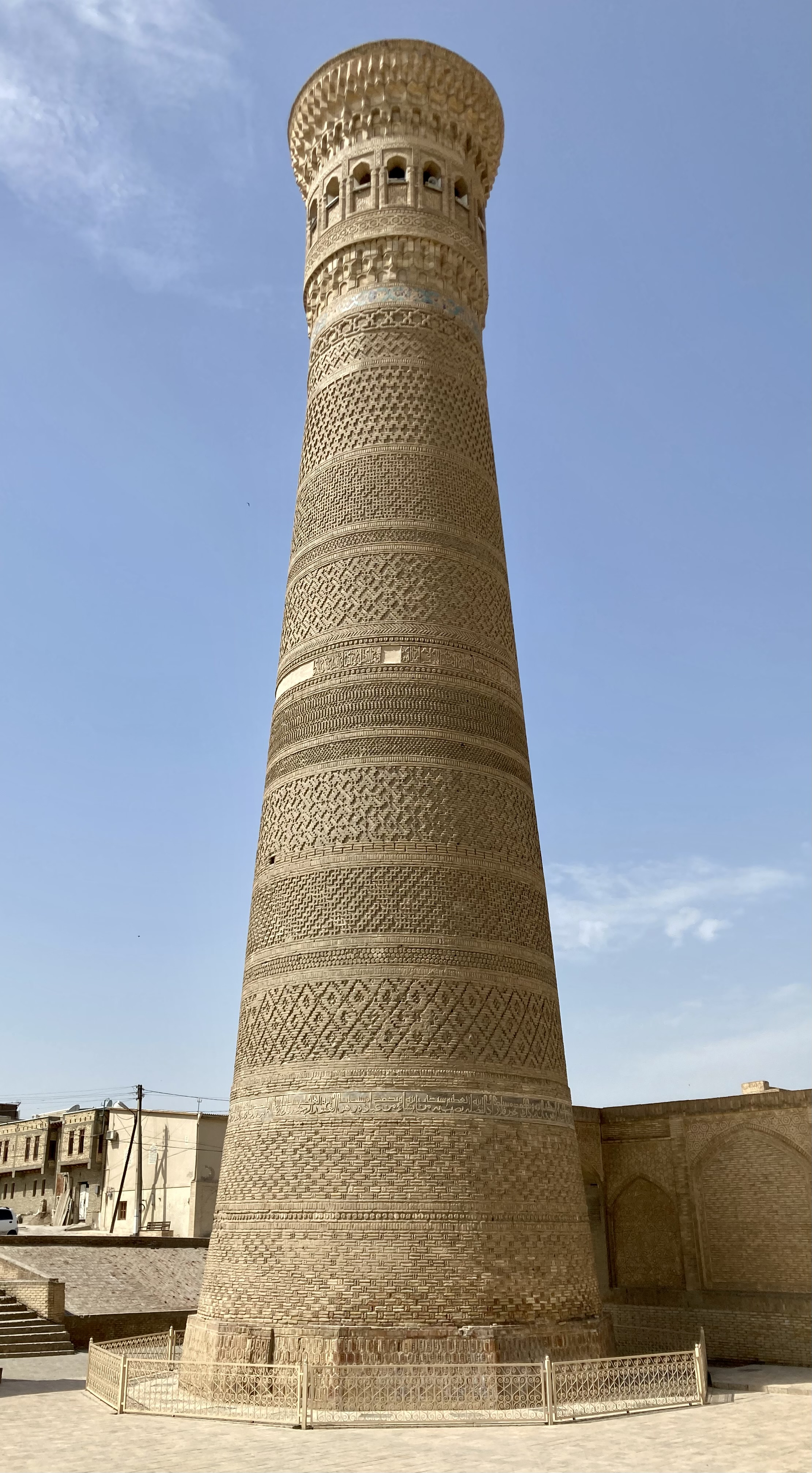
A nagy minaret

A Sáhnáme című középkori perzsa eposz szerint a várost Szijávus herceg, Kej Káúsz sah fia alapította. A legenda szerint a vezírek azzal vádolták meg Szijávust, hogy elcsábította a saját anyját. Hogy bebizonyítsa ártatlanságát, tűzpróbát kellett kiállnia. Miután sértetlenül emelkedett ki a lángok közül, az Oxus folyón (a mai Amu-darja) átkelt Turánba. Szamarkand királya, Afraszijáb hozzáadta a lányát, Farangiszt és ajándékul a buharai oázis királyává nevezte ki, ahol Szijávus várat, köré pedig várost épített. Néhány évvel később ismét megvádolták, ezúttal apósa feleségének elcsábításával. Afraszijáb ezért megölette és a legenda szerint a szalmaárusok kapuja alá temettette a fejét. Kej Káúsz bosszúból megtámadta Turánt és megölte Afraszijábot, fiát és annak feleségét Perzsiába vitette.

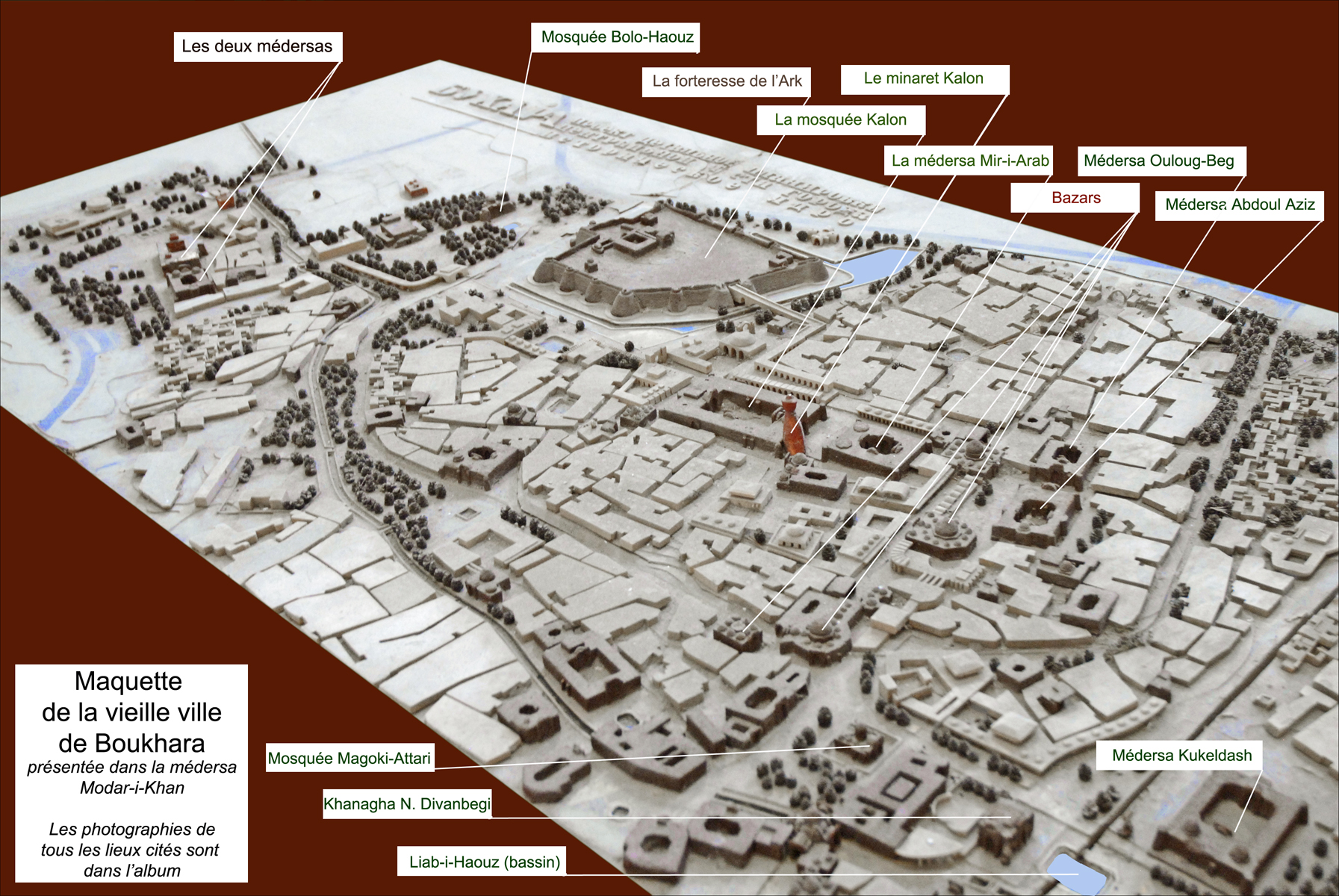
Buhara makettje

### A kezdetek
A város alapítását I. e. 500-ra teszik, a helyszín pedig a ma Ark néven ismert vár területe lehetett. A buharai oázist azonban jóval korábban is lakták és I. e. 3000 után a környező helyeken – mint Varaksa, Vardan, Pajkend és Ramitan – virágzott a Szapalli kultúra néven ismert fejlett bronzkori kultúra.
I. e. 1500 körül több tényező – a szárazabbá váló éghajlat, a vastechnológia elterjedése és az árja nomádok érkezése – miatt a lakosság az oázisból a környező vidékre kezdett áttelepülni. A szapallik és az árják a Zeravsan-legyező tó- és mocsárvidékének falvaiban éltek. A Zeravsan folyó már nem ömlött az Oxusba (a mai Amu-darja.) I. e. 1000 környékére a két csoport összeolvadt és új kultúrát hozott létre. I. e. 800 körül ez az új kultúra, a szogd virágzóban volt a Zeravsan-völgy városállamaiban. Erre az időre a tó kiszáradt és három megerődített település épült. I. e. 500-ra e települések összenőttek és fallal vették körül őket. Ez tekinthető Buhara születésének.

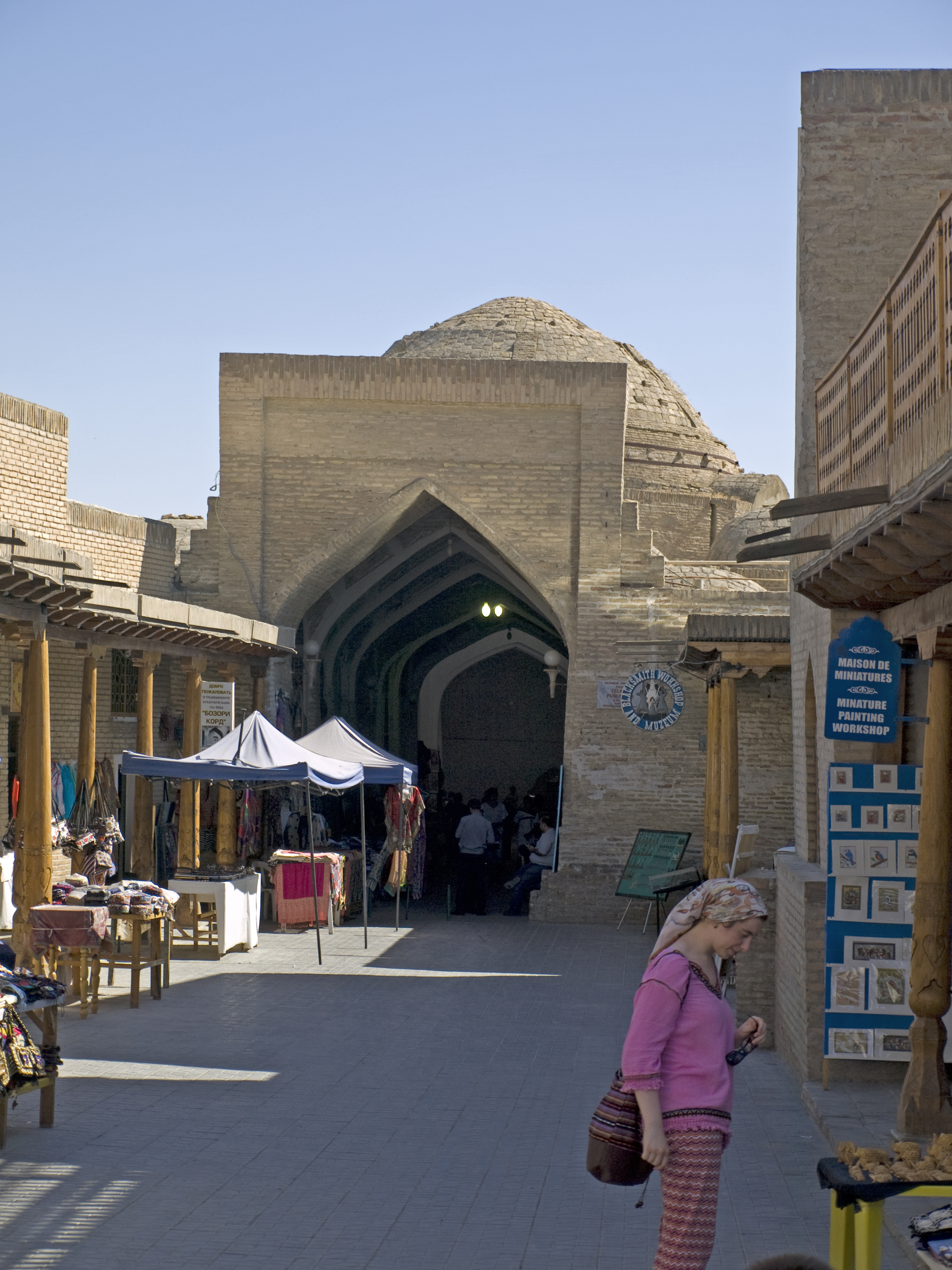
Bazár részlet, Buhara

## Nevezetességek
- A Szászánidák mauzóleuma

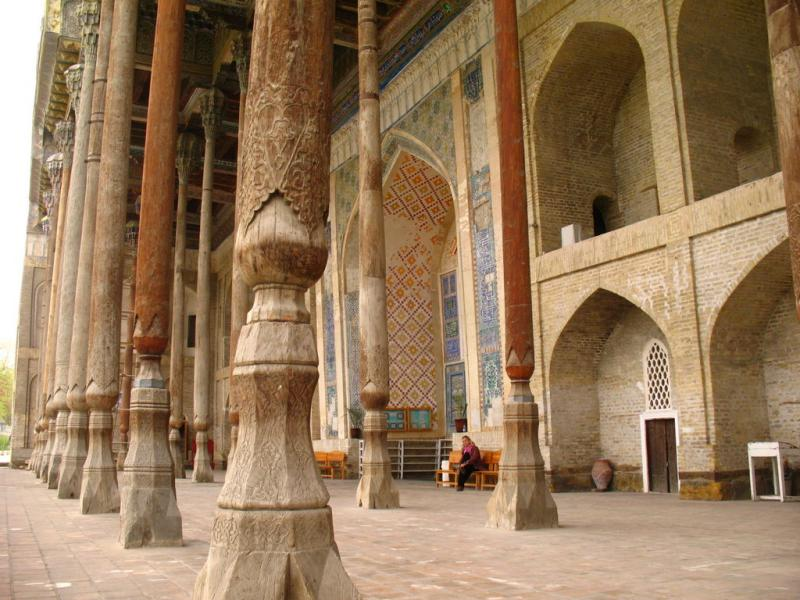
Buhara, középkori faoszlopok

- A buharai Regisztán – A komor, rideg Regisztán tér közepe táján terül el az Ark (vár) . Ez volt a buharai emírek székhelye évszázadokon át. Az Ark helyén már az arabok hódítása előtt is erőd állt. A számánida uralkodóház ezta várat építette újjá és erősítette meg várfalakkal a 9-10. században. A vár egy összehordott mesterséges dombon áll, melynek magassága néhol a 20 métert is meghaladja, uralkodva a város felett. A vár alaprajza sokszögletű, a pontosabb mérések szerint 4,2 hektárt is elérte. A meredek várfalakat többféle anyagból rakták. Az alsó réteg földtöltés, felette agyagtégla, s e felett égetett cseréptéglafal van. A háborúktól sokat szenvedett várban volt az emír palotája, háreme, trónterme és fogadóterme is.

A Regisztán tér máig fennmaradt egyetlen művészi értékű műemléke a 18. század elején épült Bolo-hauz mecset oszlopos aivánnal és minarettel. A Bolo-hauz az emír házikápolnája, vagy más néven nyári mecsetje volt, vagyis, ha a fejedelem Buharában tartózkodott ide vonult át fényes kísérettel, a lába elé terített keleti szőnyegeken a szokásos pénteki istentiszteletre.
- Mir-i Arab medresze – A Mir-i Arab medresze Bokhara évszázadokon át legrangosabb iskolája volt, máig imámokat képez ki.

Az épületet Ubaidalláh kán építtette 1530-1536 között abból a pénzből, amit 3000 szerencsétlen perzsa rab eladásából kapott, és az alapítót később ebbe a medreszében is temették el.
Mir-i Arab Hodzsa Ahrar, a dervisrendek mindenható főnökének, a bokharai fejedelemség igazi és tényleges urának tanítványa volt.
A medresze udvarát körben – a földszinten és az emeleten is – erkélyes fülkesor veszi körül.  Mind a négy oldalon egy-egy pisták, díszes portál található, melyek közül csak a déli oldalon levő maradt meg épségben, melynek csúcsíves, mély boltozatos homlokzatán gazdagon díszített csillagok kombinációjából álló mozaikbetét látható.
A 19. század végén, a 20. század elején a bokharai medreszék hallgatói irodalommal, történelemmel és költészettel csak titokban foglalkozhattak, ugyanis ha közülük valakit újság, vagy könyv olvasása közt találtak, könnyen a Zindanban, a börtönben találta magát. Nem tanították az üzbég és tadzsik hallgatók anyanyelvét, de a matematikát sem, ill. ez utóbbi csak fakultatív tantárgy volt.
A hallgatók a parányi fülkékben éltek, főztek, mostak, itt tartották kevés könyvüket, tanszereiket, az élelmiszert, fát, szenet, mécsolajat vagy gyertyát is.
- A Buharai Nagy mináré
- Kalján mecset – A mecset Közép-Ázsia legnagyobb és legépebben maradt templomépülete, mely a nyitott mecsetek típusába tartozik, tehát udvara és fedett galériái vannak.

A mecset területe 127x78 méter, vagyis pontosan egy hektár, mely ezer hívő befogadására is képes volt. Körbefutó árkádos, félhomályos, galéria kupolás tetőzetét 208 oszlop tartja, 208 kupolája szinte lebegővé teszi a galériát lefedő tetőzetet.
A mecsetnek hét kapuja van, főbejárata keleti tájolású, melynek érdekességei az aivánok. Nyugati falánál található a mirháb (imafülke), melyet valaha nagyon szép kék csempe borított.
A mecsetbe lépcsősor vezet le, mivel a mecset és a tér szintje között néhány méter szintkülönbség található. Udvarát kőlapok fedik, innen csodás kilátás nyílik a mináréra, melyet az épület tetőzetén át vezető kis híd köti össze a mecsettel.
Nagy-Khoraszán fontos városai közül:
A kalján mecset építését 1514-ben fejezték be, az épület magán viseli a Timurida-kor építészeti fő vonásait.
- Csesme-Ajub mazar
- A maghak-i Attari mecset
- Ulugh  Bég medresze és az Abd ul-Aziz kán medresze
- Kos medresze
- Szeifeddin-Boharzi és a Buján-Kuli kán mauzóleum
- Bazárok

## Testvérvárosok
- Bonn, Németország
- Córdoba, Spanyolország
- Hudzsand, Tádzsikisztán
- Lahor, Pakisztán
- Malatya, Törökország
- Rueil-Malmaison, Franciaország
- Santa Fe, Új-Mexikó, USA

## Fordítás
- Ez a szócikk részben vagy egészben  a   Bukhara című angol Wikipédia-szócikk ezen változatának fordításán alapul.  Az eredeti cikk szerkesztőit annak laptörténete sorolja fel. Ez a jelzés csupán a megfogalmazás eredetét és a szerzői jogokat jelzi, nem szolgál a cikkben szereplő információk forrásmegjelöléseként.